# Blagoje Paunović
Blagoje Paunović (srbsky: Благоје Пауновић; 4. června 1947 Pusto Šilovo – 9. prosince 2014 Bělehrad) byl srbský fotbalista reprezentující Jugoslávii. S její reprezentací získal stříbrnou medaili na mistrovství Evropy v roce 1968, na závěrečném turnaji nastoupil ke všem třem utkáním. Za národní tým nastupoval v letech 1967–1973 a odehrál za něj 39 utkání. Většinu klubové kariéry strávil v Partizanu Bělehrad (1965–1975). Poté hrál v nizozemském klubu FC Utrecht (1975–1977), jugoslávském OFK Kikinda (1977) a americkém Oakland Stompers (1978). Hrával zejména na postu obránce. Po skončení hráčské kariéry se stal trenérem, vedl například španělský klub CD Logroñés. Jeho syn Veljko Paunović se stal také fotbalistou a reprezentantem Srbska a Černé Hory.